# وراتسوو
وراتسوو (به لاتین: Vracov) یک منطقهٔ مسکونی در جمهوری چک است که در شهرستان هودونین واقع شده‌است. وراتسوو ۴۴٫۵۰ کیلومتر مربع مساحت و ۴٬۵۶۰ نفر جمعیت دارد و ۱۸۳ متر بالاتر از سطح دریا واقع شده‌است.